# Scotomanes emarginatus
Scotomanes emarginatus é uma espécie de morcego da família Vespertilionidae.
Apenas pode ser encontrada no seguinte país: possivelmente Índia.